# Chapelle Notre-Dame-de-Jérusalem (Fréjus)
Pour les articles homonymes, voir Chapelle Notre-Dame.
La chapelle Notre-Dame-de-Jérusalem est une chapelle catholique du diocèse de Fréjus-Toulon.

## Le projet et sa réalisation
À l'origine de la chapelle on retrouve Louis Martinon, un banquier niçois qui souhaite une chapelle privée pour les habitants du quartier de la Tour de Mare de Fréjus, un quartier qu'il a imaginé comme une « cité idéale » pour abriter une population d'artistes. 
En 1960, Martinon fait appel à Jean Cocteau pour concevoir les plans et surtout la décoration de la chapelle. En 1962, Cocteau, assisté par l'architecte Jean Triquenot, commence à réaliser de nombreuses esquisses mais déjà le poète est très fatigué. Le peintre niçois Raymond Moretti est également un collaborateur, de même que le céramiste Roger Pelissier. La pose de la première pierre a lieu le 24 février 1963 et en avril Cocteau rentre à Paris.
La mort prématurée du poète le 11 octobre 1963 interrompt la réalisation de l'ouvrage. La chapelle est inachevée mais Cocteau a laissé derrière lui près de 150 dessins et études.
La municipalité de Fréjus propose à  Édouard Dermit, fils adoptif et ami intime du poète, de réaliser les peintures et les fresques d'après les croquis de Cocteau. Dermit, en une année, exécute le décor intérieur de la chapelle directement sur le support mural à l'aide de fusain et de crayons de couleurs à l'huile.
Après la mort de Louis Martinon en 1965, la chapelle est laissée à l'abandon et reste inconnu du grand public. Il faut attendre 1989 pour que la ville de Fréjus obtienne que ce monument revienne au patrimoine communal par une dation. 

## La chapelle
Le monument est octogonal, bâti en grès vert local, couvert d'une toiture de tuiles provençales, coiffée d'une couronne, d'un globe et d'une croix potencée, symbolisant les Paies du Christ  : « cinq playes du Christ ».  Les fresques représentent la Passion du Christ. À la table de la Cène, parmi les apôtres, on reconnaît Cocteau et son ami Jean Marais mais aussi Coco Chanel, Raymond Radiguet, Francine et Carole Weisweiller ou encore Max Jacob. La crucifixion du Christ est traitée en contre-plongée, selon l'inspiration du Christ d'Andrea Mantegna. On trouve également un autre thème sur les murs, celui de l'ordre du Saint-Sépulcre ; on peut d'ailleurs lire à l'entrée de la chapelle la devise des croisés : « Dieu le veut », devise inscrite aussi sur le sol recouvert de carreaux de céramique. Les vitraux sont l'œuvre d'Osanne.
La chapelle fait l’objet d’une inscription sur l'inventaire supplémentaire des monuments historiques depuis le 20 janvier 1989,.
Le cinquantenaire de la Chapelle Notre-Dame de Jérusalem, ultime œuvre de Jean
Cocteau coïncidait avec le 50ème anniversaire de sa mort, le 11 octobre 1963, le même jour que sa grande amie Edith Piaf.
Dernière œuvre conçue par Jean Cocteau, elle a été acquise par la Ville de Fréjus en 1989.
En 1992, dans la galerie extérieure à arcades, les six mosaïques souhaitées par Cocteau sont exécutées, fidèlement aux esquisses du poète, par Lætitia Léotard et Henry Virmouneix. Les tesselles en pâte de verre de Murano (Italie) permettent de produire des effets de brillance. 